# Reëel projectief vlak
| De fundamentele veelhoek van het projectieve vlak. | De Möbiusband met een enkele rand kan "into" een projectief vlak worden gesloten door de tegenoverliggende open randen aan elkaar te plakken. | In vergelijking is de Kleinfles een Mobiusband die "into" een cilinder is gesloten. |

In de projectieve meetkunde, een deelgebied van de wiskunde, is het reëel projectieve vlak een niet-georiënteerde twee-dimensionale variëteit, dat wil zeggen een oppervlak, dat basistoepassingen heeft in de meetkunde, maar dat niet kan worden ingebed in onze gebruikelijke drie-dimensionale ruimte zonder zichzelf te doorsnijden. Het reëel projectief vlak heeft een Euler-karakteristiek van 1, en vandaar ook een halfgenus (niet-oriënteerbare geslacht, Euler-geslacht) van 1.